# Era „întunecată” a Greciei
Secolele XII-VIII î.en. sunt pentru istoria Greciei Antice o epocǎ greu de definit datoritǎ surselor precare și a contrastului cu epoca micenianǎ, dar și cu epoca clasicǎ de înflorire a civilizației grecești. Această perioadă mai este denumitǎ "Epoca homerică"  deoarece  singurele informații despre această perioadă  proveneau din cele două epopei homerice,Iliada și Odiseea.
Perioada dispariției centrelor palațiale și întreruperea marilor rute de schimb mediteranean a fost comparată de istorici cu Evul Mediu european.  Epoca se remarcǎ prin prăbușirea demograficǎ, afectând cam 70% din totalul populației. Din punctul de vedere al periodizării arheologice, epoca homerică aparține primei vârste a fierului, cu perioadele submiceniană, protogeometrică și geometrică. 
Odată cu prăbușirea centrelor palațiale , nu mai erau clǎdite monumente din  piatră ,  pictura murală a încetat sǎ mai fie practicatǎ , scrisul de tip "Linear B" a încetat sǎ mai fie utilizat , legăturile comerciale vitale s-au pierdut , și diferite orașe și sate au fost abandonate . Sistemele de redistribuire, instituțiile, regii , oficialii  și armatele organizate au dispărut.
Cele mai multe informații despre perioada respectivǎ provin din site-uri funerare și bunurile cuprinse în acestea . Cele mai vechi surse literare grecești , ca epopeile homerice și operele lui Hesiod  descriu parțial viața în secolele IX-VII î.en.

## Declinul Micenienilor
Din 1200 î.en., centrele palațiale ale micenienilor sunt abandonate sau distruse, și din 1050 î.en., elementele culturii miceniene dispar. Multe explicații istorice atribuie declinul micenienilor și colapsul epocii bronzului schimbărilor climatice și catastrofelor naturale combinate cu invaziile dorienilor și "Popoarelor Mǎrii"  care utilizau unelte din fier. 
Revoltele din estul bazinului mediteranean și încercările de a răsturna regatele existente au fost făcute ca urmare a instabilității economice și politice de către populațiile care erau afectate de foamete și de greutăți.
Imperiul Hitit și Egiptul au fost invadate și cucerite de "Popoarele Mării" ale căror origini obscure provin din Marea Neagră, Marea Egee și regiunile Anatoliei.}}
În 1100 î.en., are loc invazia doricǎ. Dorienii, veniți din Europa Centralǎ, ar fi adus fierul în Grecia, pe care îl extrǎgeau din minele munților Epirului și Macedoniei, făurindu-și arme împotriva cărora armele de bronz ale aheilor sau micenienilor nu le puteau face față. Și-au construit cetatea Corint, de unde dominau istmul și au supus treptat întreaga Grecie, mai puțin Attica unde ionienii au putut să-i respingă.

## Așezările

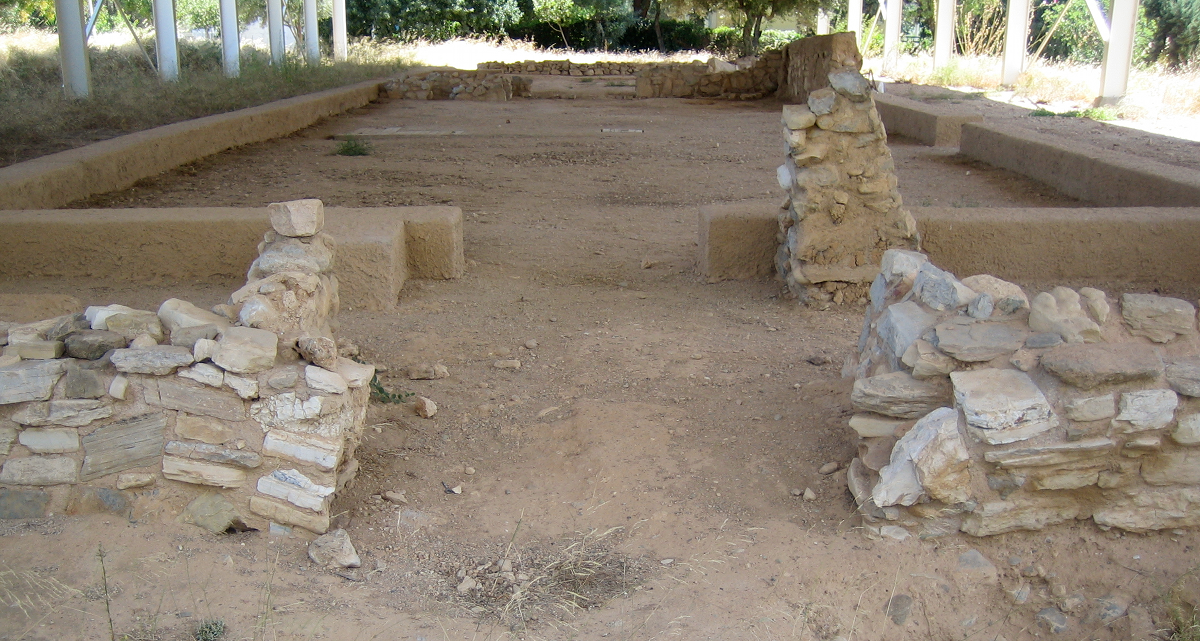
Lefkandi

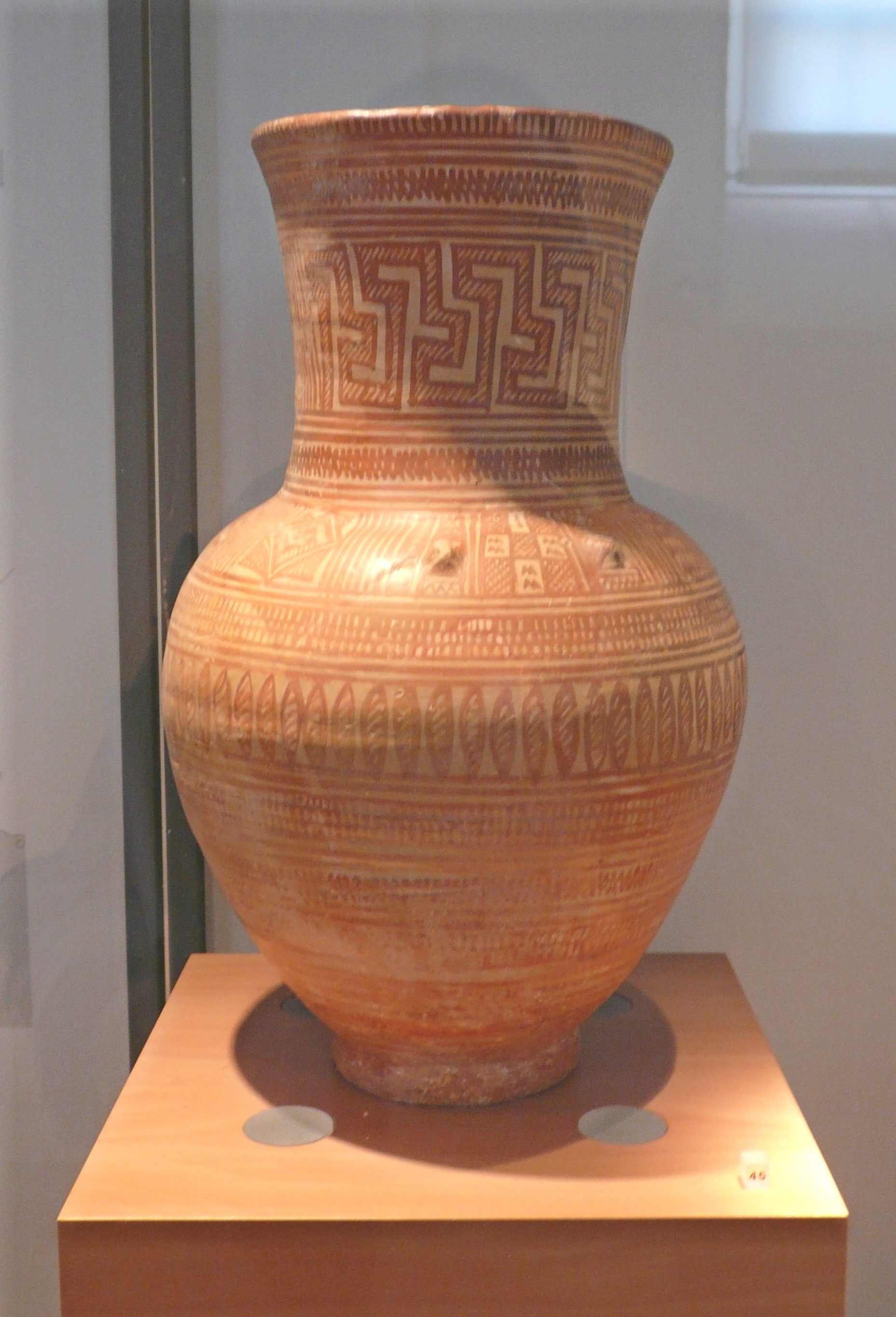
Vas grecesc din secolul VIII i.en.

Predominarea stilului de viață pastorală, cu limitarea drasticǎ a creațiilor de mari dimensiuni și durabile și o modificare radicală a practicilor funerare, ale căror urme materiale sunt greu identificabile, ar putea explica frecvența foarte redusă a descoperirilor.
Centrele dorienilor se limitează la câteva insule dintr-un pustiu odinioară prosper și înfloritor: Nichoria, Argos, Asine și Tirint, în Peloponez, Lefkandi în Eubeea, Atena, centre în care tehnicile de bazǎ ale agriculturii, olăritului și prelucrării metalului nu au dispărut, dar produsele lor erau mai puține și simplificate.
La Lekcandi s-a descoperit un mormânt deosebit de bogat din secolul al XI-lea î.en., o construcție abisalǎ, înconjuratǎ de coloane de lemn și acoperita de tumulus de mari dimensiuni, care adǎpostea resturi incinerate ale unui cuplu princiar, pentru care s-au sacrificat patru cai (calul era un bun  prestigios). Herodot desemna casele nobile ale epocii arhaice ca 'tetrippotrophoi', cei care creșteau patru cai. Detaliile funerare amintesc de ritualul descris de Homer pentru incinerǎrile eroilor cu mari construcții tumulare.
În Cipru, descoperirile arheologice se înscriu între dovezile unei civilizații complexe. Mormintele cu camere funerare de tip micenian continuau sǎ fie utilizate, implicând aspectul continuității de stil și de structură socialǎ. Înmormântările cu care de lupta delimitează extrem de sugestiv fenomenele de continuitate-carul fiind un obiect micenian, dar și de discontinuitate, în multe principate miceniene, carul era proprietatea regalǎ a lui wa-na-ka și nu însoțea ca bun personal de prestigiu  pe războinicii regali dincolo de moarte. În epoca întunecatǎ, obiectul apare ca proprietate individualǎ și un semn al unui statut personal și auto-determinat de autoritate și rang.
În unele site-uri arheologice s-au găsit urme de  ceramică  grecească, atestând  o colonie grecească euboeeanǎ stabilită la Al Mina   pe coasta siriană , și o rețea greacă  de schimb comercial din Marea Egee revitalizată  din secolul al X-lea, datorită urmelor de ceramicǎ  găsite în Creta și Samos , în largul coastei Asiei Mici.
Cipru a fost locuit de un popor mixt din  " pelasgi " și fenicieni , formându-se   primele așezări grecești . Olarii din Cipru au inițiat stilul cel mai elegant: " cypro - fenician" în pictura pe ceramică din secolele X-IX î.en. , care constau în vasele mici și ulcioare pictate , care  conțineau  ulei parfumat.  Obiecte de ceramicǎ din Eubeea au fost exportate la scară largă și  găsite în site-urile arheologice din Levant și lângǎ Tyr , ce datau din secolele XI-X î.en. S-au gǎsit metale cipriote exportate în Creta.

## Metalurgia

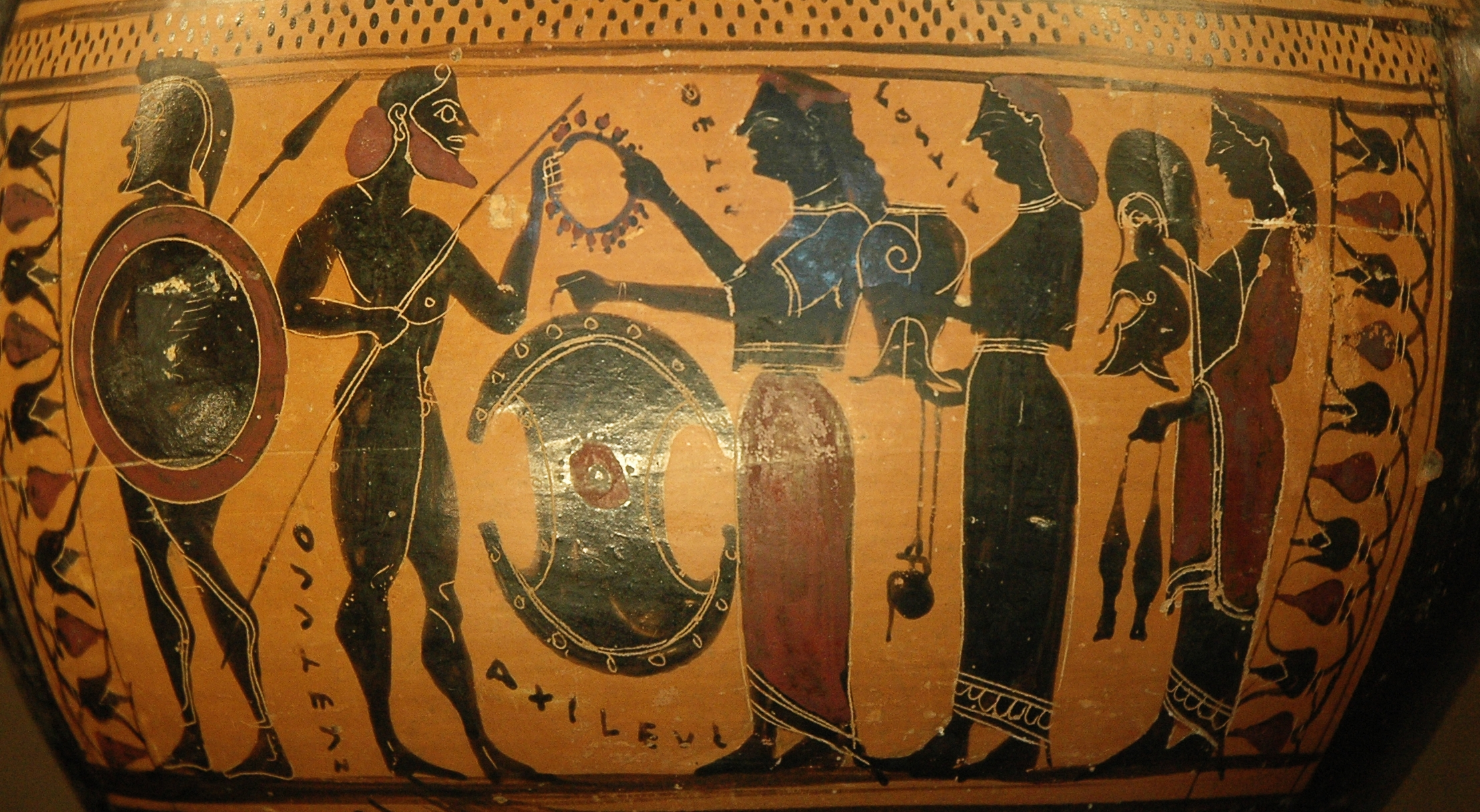
Armele lui Ahile

Epoca este autoarea și a unor inovații tehnice decisive în difuziunea metalurgiei fierului. Obiectele de fier erau de multă vreme cunoscute în bazinul mediteranean, dar procedeul de reducere a minereului fusese, până spre sfârșitul mileniului I î.en., un secret al meșteșugarilor hitiți. Prăbușirea imperiului Hitit duce la răspândirea treptatǎ a noii tehnologii, care apare în lumea greacă a secolului XI î.en., când brusc, devine preponderentǎ pe coasta de est-Argolidă, Eubeea și Attica, în vreme ce în vestul Peloponesului, nu apare decât spre sfârșitul secolului X î.en.
Rezultatul lipsei bronzului și aramei, metalurgia fierului nu era un progres absolut, fierul fiind mai greu de prelucrat decât bronzul, și primele serii de obiecte erau de o calitate îndoielnicǎ. Superioritatea acestui material ținea totuși de două elemente: zǎcǎmintele frecvente, ceea ce îl făcea mai ieftin, și duritatea sensibil mai mare a produselor, ceea ce face ca utilitatea și eficacitatea lor sǎ fie superioară. Pe termen lung, multiplicarea centrelor de prelucrare ale acestui metal duce la un grad sporit de difuziune a tehnicilor și mai ales la pătrunderea utilajului de fier în economia cotidianǎ a gospodăriilor rurale. Spre deosebire de bronz, rezervat armelor și obiectelor prestigioase, fierul era comun, accesibil și producător de efecte în viața de zi cu zi.
Într-o lume în care structurile rigide ale sistemului palatial dispăruseră, aceste inovații tehnice au avut efecte multiple. Dacǎ accentuarea temporarǎ a componentei pastorale în economia agricolǎ asigura posibilități mai rapide și mai lesnicioase de acumulare de bunuri autonome și permiteau diferențieri  structurale față de comunitățile epocii bronzului, răspândirea fierului asigura și gospodăriilor de nivel mediu o independență economică și o soliditate care modifica raporturile între diferitele componente ale societății.

## Societatea
O gospodărie cu câteva ajutoare ocazionale sau permanente, își putea dobândi și subzistența, și un surplus necesar pentru procurarea uneltelor și a altor bunuri. Instrumentele din fier vor îngădui o nouǎ structurare a economiei agrare, dinspre creșterea animalelor spre lucrarea pământului, dar și o nouă orientare dinspre obștile teritoriale ale epocii miceniene spre gospodăriile individuale. Asigurând autonomia economicǎ a gospodǎriilor de nivel mediu, generalizarea obiectelor de fier accentueazǎ tendința de pulverizare pe care destructurarea lumii palațiale o instaurase. Pe un plan convergent, accesibilitatea și frecvența mai mare a obiectelor de fier a diminuat distanța ireductibilǎ între posesorii de arme (rǎzboinici privilegiați aparținând cândva unei lumi intangibile) și comunitǎțile de țǎrani (a cǎror dependențǎ de aristocrația locală devenea tot mai abstractǎ).
Lumea homerică se baza pe o economie naturală. Celula economică de bază se numea oikos. Principala bogăție o constituiau vitele. Ulise avea 72 de turme de vite cu 7-8 mii de capete. Se practica  și agricultura, cultivându-se mai ales orzul și grâul, dar și pomicultura și grădinăritul.
Meșteșugarii (demiurgii) erau în număr mult mai mic în comparație cu epoca miceniană. Totuși ei se bucurau de un anumit prestigiu în societate. Erau făurari, olari, pielari, dulgheri etc. Producția meșteșugărească era limitată la necesitățile comunității, căci Grecia homerică, spre deosebire de cea miceniană, nu avea decât legături comerciale sporadice cu alte teritorii.

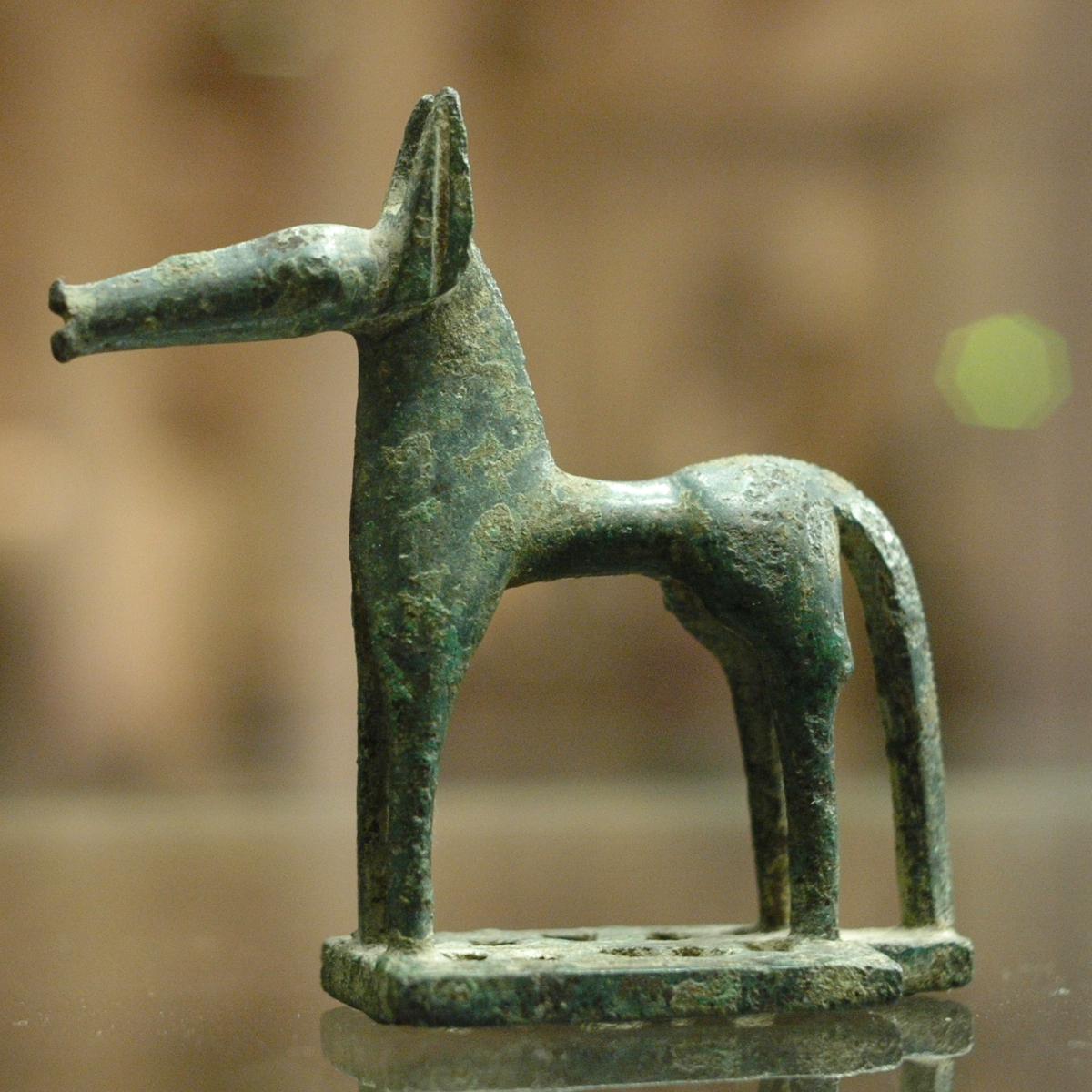
Cal din bronz

Societatea homerică era împărțită în oameni liberi și sclavi,   aceștia din urmă fiind încă foarte puțini, sclavia homerică având un  caracter casnic pronunțat, așa cum arată și denumirea dedmoes pentru sclavi. Oamenii liberi se deosebeau după avere. În frunte era aristocrația gentilică care își baza poziția superioară pe faptul că dețineau mai multe turme de vite și suprafețe de teren mai mari. Cea mai mare parte a populației libere era formată din oameni simpli, crescători de vite, agricultori și meseriași. Sistemul economic, social și politic homeric va decade treptat odată cu secolul al VIII-lea î.en., când apar și se dezvoltă   elemente care vor caracteriza lumea greacă în epoca arhaică.
Epoca homerică este un exemplu clasic de regres în istorie, deoarece lumea greacă se va întoarce, timp de câteva secole, la rânduielile gentilice, dominate de relațiile bazate pe înrudire, pe dispariția statului care lasă loc organizării pe ginți, fratrii și triburi. Eliminarea societǎții rǎzboinice din epoca micenianǎ a lǎsat loc unei prularitǎți de mici centre izolate unul față de celălalt și dominate de o aristocrație fluidă. Destinul cuvântului micenian pasireu, cândva desemnând un mic funcționar local al prinților micenieni, și ajungând sǎ denote cǎpetenia militarǎ localǎ, basileus exprima limpede pulverizarea puterii. Epoca este domnatǎ de o puzderie de personaje rǎzboinice în jurul cǎrora se dezvoltǎ și se desfac structuri fragile de putere. În fruntea tribului se afla filobasileul , în fruntea fratriei basileutatos, iar  în fruntea ginții basileuteros. Triburile și fratriile aveau un  caracter militar pronunțat.  Raporturile gentilice erau reglementate de dreptul gentilic,themis, iar raporturile intergentilice de dike.
În fruntea unei comunități era  un basileus, care conducea împreună cu sfatul (boule), compus din șefii ginților și de unii oameni cu prestigiu și experiență  , numiți boelephoroi(consilieri) și gerontes(bătrânii). Unele hotărâri mai importante se luau cu acordul demos-ului(poporului), care era format din toți bărbații majori. Regele avea atribuții  militare și  prerogative religioase și juridice. Epopeile homerice vorbesc despre un mare numãr de basilei, ceea ce dovedește că în Grecia nu exista în acea vreme o unitate politică. Fărâmițarea politică se va menține   în epocile următoare ca una din caracteristicile cele mai importante ale vieții politice grecești.
Precaritatea acumulǎrilor, frecvența raziilor menite sǎ sporeascǎ prada, și acerba concurențǎ între basilei, pluralitatea și mobilitatea centrelor de putere se regǎseau în lumea greacǎ de la începutul mileniului I î.en. Chiar dacǎ se pǎstra  amintirea unor forme de autoritate stabilǎ, se prefigura transferul treptat cǎtre forme stabile privilegiate, în care nu se vor regǎsi formele ierarhice ale societǎții miceniene, fiind organizate ca o pluraritate de comunități de proprietari autonomi și autosuficienți ai unor gospodǎrii. Autoritatea basileilor nu se exercita asupra fiecărei gospodării în parte, ci generic și mediat de comunitate, se va limita doar asupra unor domenii de interes comun-rǎzboi, culte, transmiterea reglementarǎ a pǎmântului și statutelor sociale, soluționarea reglementatǎ a stǎrilor conflictuale. Nici destructurarea societǎții palațiale, cu labilitatea formelor de putere care le ia locul, nici difuziunea și generalizarea  fierului nu reprezentau condiții suficiente ale  noii organizǎri a societǎții, însǎ au fost necesare pentru o restructurare ce a dus la constituirea cetăților grecești arhaice.
 
Se observǎ elemente estetice ale protogeometricului grec: inovații în tehnica picturii pe vase, care descoperă nu doar compasul, peria multiplă și roata rapidă, ci un nou mod de a construi decoruri abstracte și ordonate geometric, mai impersonale în simplitatea lor severă, mai aproape de transformǎrile de mentalitate pe care le atestǎ tranziția de la riturile de inhumație la cele de incinerație. Dispariția din legendǎ a regilor, mediatori între colectivitǎțile umane și marea ordine cosmicǎ marchează o ruptură între universul uman și lumea zeilor și o conștiințǎ mai acutǎ a fragilitǎții și vremelniciei destinului omenesc.
În poemele lui Homer, se  schițeazǎ de la nivelul determinant al raporturilor cu pǎmântul, imaginea unei societǎți în care elita cǎpeteniilor-basilees, constituiau o aristocrație rǎzboinicǎ și bogatǎ, protectoare a oamenilor de rând. Basileii dețineau comanda, biruințele rǎzboaielor și roadele lor. Puterea eroului era de naturǎ personalǎ, întemeiată pe avuție și faimǎ. Ideologic, basileii aspirau la o autoritate suveranǎ, dar o împǎrțeau cu cei deținători ai unei autorități similare, concurențiale-coaliția lui Agamemnon.
Statutul depindea de poziția militarǎ, dar și de avuție: pǎmânturi, turme, bunuri nobile depozitate într-un tezaur, arme, trepiede, cazane, lingouri, unelte și obiecte din metal, țesǎturi fine, rezerve de hranǎ, ulei și vin, toate acestea îngǎduindu-i eroului sǎ-și întreacǎ tovarǎșii în daruri și ospețe, sǎ ținǎ pe lângǎ casa cete de rǎzboinici încercați și de tineri ucenici, câștigând prietenia multor cǎpetenii din alte ținuturi și sǎ-și cǎsǎtoreascǎ fiicele cu alți rǎzboinici de vazǎ.

## Limbajul și scrierea

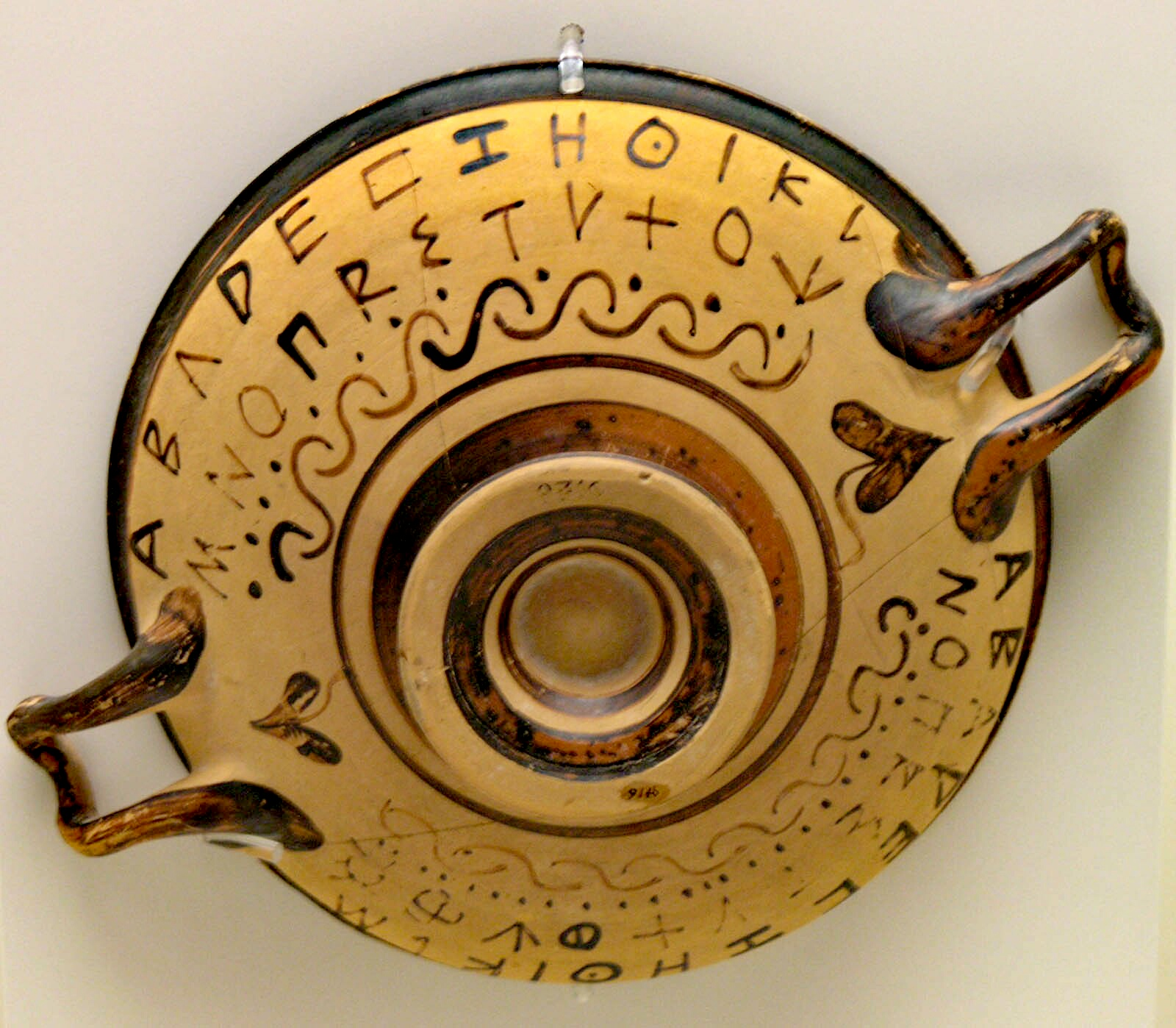
Alfabetul grec

Invazia doriană a declanșat ample mutații demografice în ansamblu lumii grecești. Vechile populații grecești, sosite pe pământ grecesc în Heladicul mijlociu, ionienii, eolienii, aheii, au fost alungați de pe pământurile pe care le ocupau și s-au văzut siliți să-și caute noi ținuturi.
Peloponezul, cu excepția muntoasei Arcadii și a unor regiuni din Ahaia, a fost în totalitate ocupat de valurile doriene, la fel și cea mai mare parte a Greciei centrale, Tesalia și Epirul. Ionienii au reușit să păstreze, Attica și insula Eubea, dar mare parte dintre ei au migrat spre răsărit colonizând Cicladele și mai ales jumătatea sudică a litoralului anatolian care  se va numi Ionia. 
Eolienii au rezistat în Beoția și Tesalia, unde și-au impus limba lor, dar mare parte dintre ei au emigrat colonizând aceeași coastă anatoliană la nord de ionieni și până în Troada, împreună cu marile insule din vecinătate, Lesbos și Thasos; ținutul acesta se va numi Eolia. 
Aheii au păstrat Arcadia, mai puțin râvnită de invadatorii dorieni datorită reliefului muntos și lipsei de comunicare, iar o parte din ei au migrat în Cipru. 
Nici dorienii nu au rămas cu toții în Grecia balcanică, ci urmând aceleași direcții cu cei care fugeau din calea lor au ocupat  Creta, Insula Rodos și partea sudică a litoralui anatolian începând de la Halicarnasos, zona primind numele de Dorida. La capătul acestui proces numit de istorici și migrația ioniană și care a durat până spre secolul X î.en. (anii 1000-900), s-a desăvârșit tabloul etnic și dialectal al lumii grecești.
În Epir, în jumătatea vestică a Greciei centrale: Locrida, Focida, Etolia, Acarnania și jumătatea vestică a Peloponezului, se vorbeau dialecte foarte apropiate numite grecești de nord-vest. 
În Argolida, Laconia, Mesenia, în insulele Creta, Milo și Tera, în Sporadele de Sud, la fel în Rodos și Dorida anatoliană, se vorbeau dialecte dorice. 
În Attica, Eubeea, în Ciclade (cu excepția insulelor Milo și Thera, unde de vorbea un dialect doric), în Ionia și în marile insule, Chios și Samos se vorbeau dialecte ionice.
În Beoția și Tesalia se vorbeau dialecte eolice puternic influențate însă de cele doriene și tot dialecte eolice se vorbeau în Eolia adică ținutul de coastă anatolian situat între râul Hermos la sud și orașul Smirna la nord, la fel și în insula Lesbos.
În Arcadia și în Cipru s-au păstrat vechiul dialect aheean numit de istorici arcado-cipriot; în mod excepțional în Cipru a supraviețuit până la începutul epocii arhaice o variantă a scrierii liniarului B.
De la mijlocul secolului al VIII-a î.en. apare un nou sistem de alfabet grecesc adoptat de la fenicieni. Grecii au adaptat sistemul de scriere feniciană, introducând în special caractere pentru sunete vocale și creând astfel primul sistem de scriere cu adevărat alfabetic ( spre deosebire de Abjad ) . Noul alfabet s-a  răspândit rapid în întreaga Mediterană și a fost folosit pentru a scrie  nu numai în limba greacă, dar, de asemenea, în limbile frigienilor și altele din estul Mediteranei. Odatǎ ce grecii au stabilit colonii vestice în Sicilia și Italia, influența noului alfabet s-a extins. S-a descoperit un artefact din ceramică Euboean inscripționat cu câteva rânduri scrise în alfabetul grecesc care se referă la "Cupa lui Nestor ",  într-un mormânt de la Pithekoussae ( Ischia ) ce datează din 730 î.en. și pare a fi cea mai veche referință scrisă a Iliadei. Etruscii au beneficiat de inovație : o variantǎ a limbii italice s-a răspândit în întreaga Italia din secolul al VIII-lea. Alte variante ale alfabetului apar pe  Stela de la Lemnos și în alfabetele din Asia Mică. Script-urile liniare anterioare nu au fost complet abandonate: silabarul cipriot preluat dupǎ Linearul A, a rămas în uz în Cipru până în epoca elenistică.

## Cultura

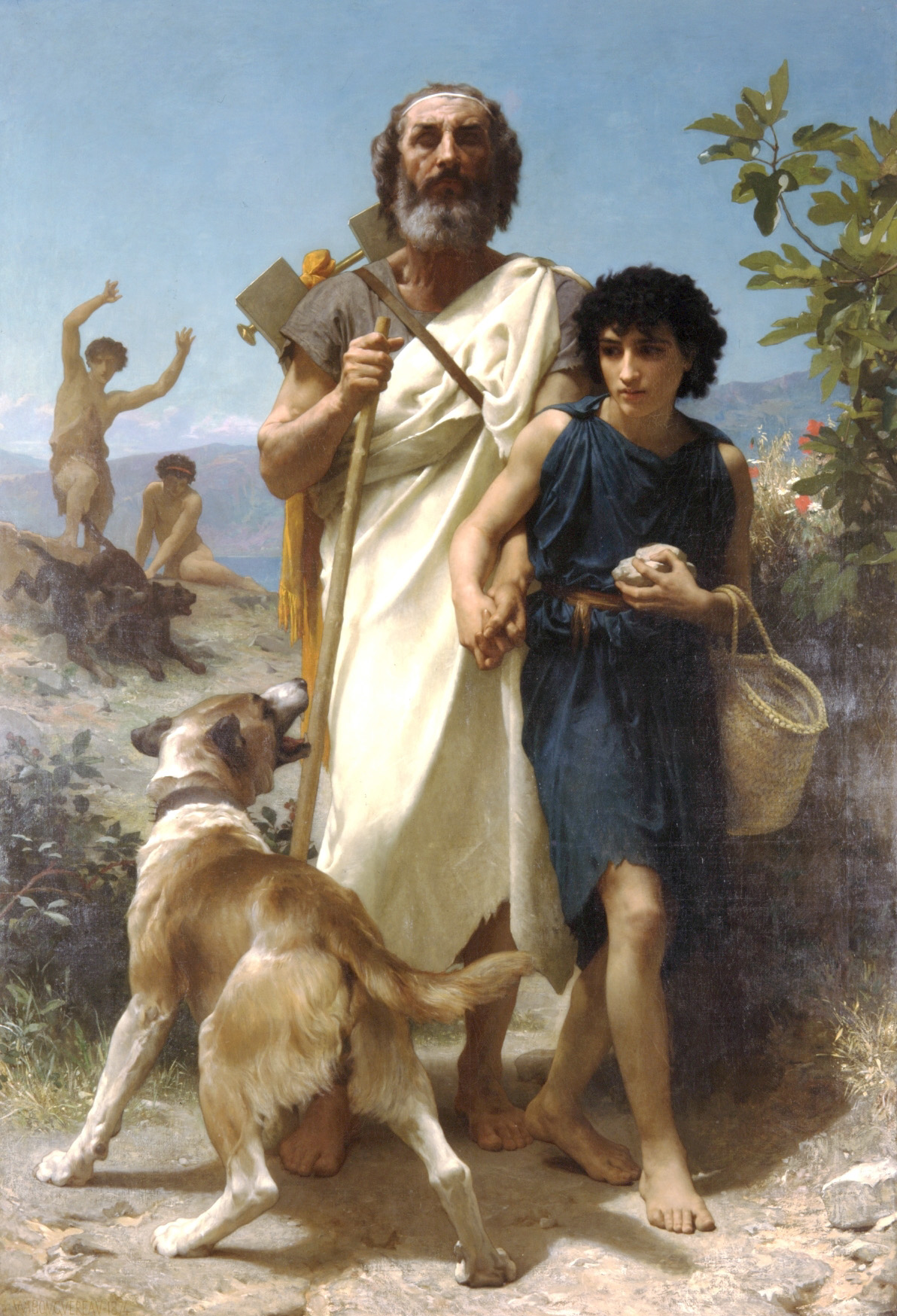
Homer si ghidul sau

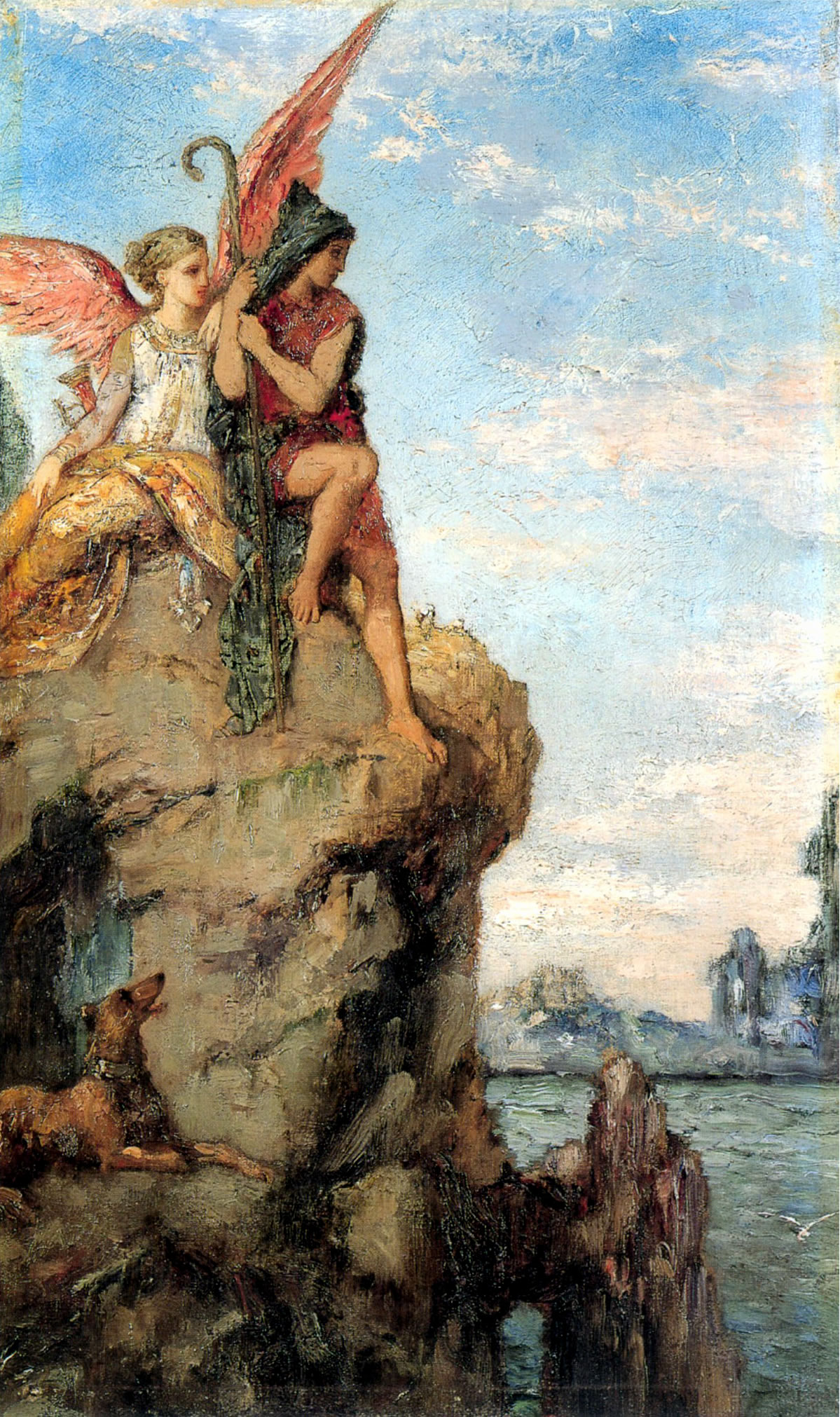
Hesiod si muzele

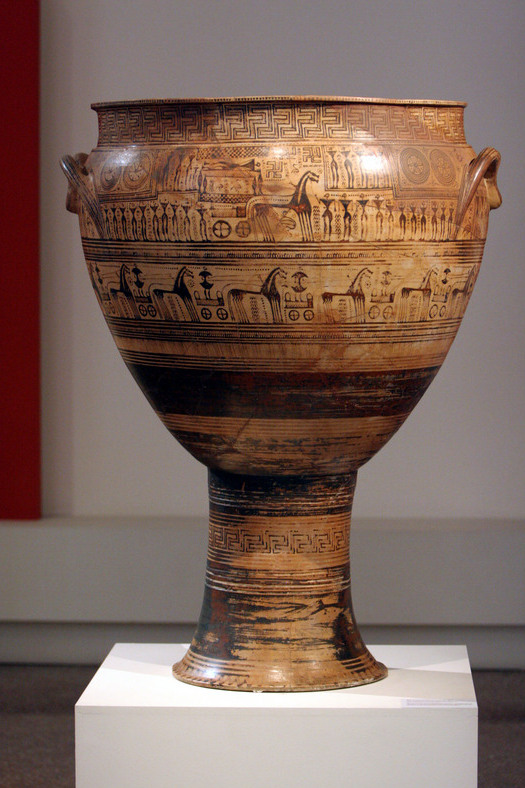
Vas pictat cu stil geometric

Odatǎ cu declinul sistemului palațial au dispǎrut și arhivele miceniene și însǎși deprinderea scrisului, memoria colectivǎ reintegrând pe deplin practicile de transmitere a informației pe cale oralǎ.
Forma privilegiatǎ a acestei transmiteri era poemul epic cu subiect eroic, povestind în lungi versuri cu o ritmicitate aparte, isprǎvile strǎlucite ale unor rǎzboinici de o neîntrecutǎ vitejie. Poemul eroic apare ca un gen de literaturǎ oralǎ caracteristic societăților rǎzboinice în faza de tranziție cǎtre forme mai durabile de organizare politică și corespunzător unei etape anterioare apariției culturii scrise ca formǎ dominantǎ a culturii. Doar câteva vor supraviețui, în special poemele legate de rǎzboiul troian, rememorând faptele de glorie ale eroilor viteji cu prilejul unui rǎzboi purtat de ahei în Asia împotriva cetǎții Troia.  Nu sunt transmiteri din generație în generație a unor poeme compuse cândva și recitate apoi de urmași, ci povești despre vremuri demult apuse recreate de barzi numiți aezi care improvizau pe teme în parte moștenite, dezvoltate și modificate cu ajutorul unei tehnici de compunere și versificație complexe. Fiecare aed dispunea de un vocabular bogat, memorat în cursul unei lungi ucenicii. Experiența cotidianǎ a aedului și a auditorilor este proiectatǎ într-o narațiune despre întâmplǎri neobișnuite din trecutul imaginar, dotat cu atribute de excepție, eroice și supradimensionate, aezii evocând veacuri apuse, mǎrețe, mai strǎlucite și mai exaltante decât existența contemporanǎ.
La capǎtul acestei   bogate tradiții se situeazǎ doua mari compoziții epice și grandioase atribuite aedului Homer: Iliada, istorisind un episod al rǎzboiului troian și Odiseea, povestind peripețiile înfruntate în drum spre casǎ de unul dintre eroii aceluiași rǎzboi, Odiseu. În rândul altor poeme similare ca facturǎ, remarcǎm " Cǎderea Ilionului", "Întoarcerile acasǎ ale eroilor"-Nostoi, au supraviețuit atât cât sǎ fie amintite de autori târzii. După compunerea lor, școli specializate de recitatori le-au transmis pânǎ ce în secolul al VI-lea î.en. au fost înregistrate în scris. Textele lor au circulat apoi în întreaga lume greacǎ și elenisticǎ. 

Natura și substanța informativǎ a textelor homerice au fost diferit evaluate, de la grecii care credeau în istoricitatea deplinǎ a lui Homer, la savanții secolelor XVII și XVIII, pe care d' Aubignac sau Fr. A. Wolff le considerau o colecție de poeme anonime artificial adunate într-o alcǎtuire lipsitǎ de unitate realǎ, de la scepticismul diferitelor școli critice ale secolului XIX la entuziasmul lui Schliemann, care reconstituia topografia Troiei recitând versurile Iliadei. 
Lumea homericǎ este elocventǎ și pentru vremea în care au fost compuse poemele, și pentru veacurile anterioare, în care s-a constituit tradiția epicǎ. Universul strǎlucitor, însângerat și eroic în rǎzboiul din Iliada, în contrapunct cu Odiseea, care evoca Itaca cu prinții și pǎstorii ei, dar și imaginea fabuloasǎ a ținuturilor populate de monștri mitici pe care eroul o parcurge, au de spus multe despre felul în care trǎiau grecii în epoca întunecatǎ, despre cum vedeau oamenii și zeii, viața și moartea, natura și alcǎtuirile iscusite ale muritorilor.
Epopeea este un cântec eroic din punct de vedere al analizei istorice. Se referea constant la elita unei aristocrații rǎzboinice și bogate, basilees,hegemones, și doar incidental la alte categorii de oameni, că doar faptele de vitejie și glorie, aventurile excepționale ale acestor cǎpetenii era subiectul poemelor. Incidental, povesteau și câte ceva din existența pașnicǎ și cotidianǎ. Extraordinara bogǎție de imagini și împrejurǎri pe care le punea în joc poemul homeric îngǎduie o reconstituire a structurilor de bază ale societǎții-ocupațiile precum agricultura și pǎstoritul, formele de avuție și schimb, meșteșugarii, formele de agregare și diferențierele sociale.
Poetul Hesiod din Askra, Beotia, a scris cele două mari poeme, Teogonia și Munci și Zile. Spre deosebire de Homer, opera acestuia ne informeazǎ direct despre viața acestuia, amintind de pǎrintele sǎu, plecat din Eolida în cǎutare de pǎmânt rodnic, de conflictul pentru moștenirea pǎrinteascǎ în care se înfrunta cu fratele sǎu Perses, despre propria-i experiențǎ poeticǎ invocând muzele și își expunea pǎrerile la persoana I, ceea ce-l desparte de tradiția impersonalǎ a epos-ului eroic.
Era ca și Homer un cântǎreț profesionist, dar care manifesta un punct de vedere propriu, independent de preferințele sau de ideologia nobililor. Homer, ca și aedul Demodokos, cânta la ospețele regilor din Feacia și se ospǎta în schimbul poveștilor de vitejie, considerându-i pe nobili ca fiind urmașii eroilor. Hesiod formula preceptele unei drepte conduite etico-religioase, încrezǎtor în propria-i menire de poet inspirat, intermediar între zei și oameni, mustrând sau lăudând fapta celui de rând ori a basileului ca unul care nu depinde de niciunul de pentru a-și duce viața. Idealul lui nu era rǎzboinicul viteaz, ci vrednicul gospodar trudind pentru a se supune ordinii instituite de zei pentru lucrarea pǎmântului și pentru îndreptarea faptei și gândului omenesc în Munci și Zile. 
În Teogonia, Hesiod ordoneazǎ principalele mituri cosmogonice ale Greciei și genealogiile divine ale zeilor și definește statutul omului în univers ca ființǎ muritoare și culturalǎ.